# Cementerio de San Fernando (Santander)
43°27′28.17″N 3°49′11.62″O / 43.4578250, -3.8198944

El cementerio de San Fernando, también conocido como Cementerio de Calzadas Altas o Cementerio de Santa Cruz, fue un cementerio situado en la ciudad de Santander (Cantabria, España) del siglo XIX. Estaba donde estuvo hasta 2010 la Prisión Provincial.

## Historia
Fue inaugurado en el año 1832, obra del arquitecto municipal Casimiro Pérez de la Riva. Su estructura la ideó en forma de cruz, “emblema de la redención cristiana, a cuyo amparo se colocan los enterramientos”. En pocos años se quedó pequeño. Fue clausurado una vez se construyó el cementerio de Ciriego, a finales del siglo XIX.
En Santander, y debido a la Cédula del 3 de abril de 1787 (Ley I, Título III de la Novísima Recapitulación) promulgada por Carlos III, se prohíbe enterrar en las iglesias y se ordena la construcción de cementerios en el extrarradio de las ciudades, para cumplir la ley de salubridad y evitar la propagación de enfermedades tan mortíferas como la peste y el cólera. Se construye el cementerio de San Fernando, cerca del convento de las Clarisas en terrenos de Calzadas Altas (por eso también se le conoce como Cementerio de Calzadas Altas). Su construcción se aprueba en 1813 para acabar con los enterramientos que se realizaban en la Catedral, por orden del obispo Rafael Menéndez de Luarca, a finales del siglo XVIII. En un primer momento los enterramientos se realizaban en el antiguo cementerio, situado junto a la huerta del Convento de San Francisco, donde hoy estaría la casa consistorial. Este camposanto era muy pequeño y cuando llegaban inviernos crudos y la mortandad aumentaba, se removían los pocos trozos de terreno que quedaban libres y ello hacía que saliesen al aire los efluvios de los cuerpos que ya estaban enterrados y máxime con la humedad de Cantabria, por lo que los cuerpos tardaban mucho en descomponerse. Por ello, se proyectó el nuevo y primer cementerio de Calzadas Altas, situado en el arrabal de las Calzadas Altas, fuera de los muros de la ciudad de Santander.
Debido a problemas entre el Ayuntamiento y la Iglesia, el primero adquiere unos terrenos en la zona conocida como Calzadas Altas y se inaugura en el año 1832. El pueblo de Santander era muy reacio a cambiar las costumbres, por lo que el Ayuntamiento sigue recordando a los vecinos que no podrán velar a los difuntos más de tres días en las casas (tiempo suficiente para comprobar el fallecimiento). Luego el cuerpo debería ser depositado en la capilla del cementerio de Santa Cruz hasta que se le dé sepultura.
En este cementerio se encontraba el monumento funerario en homenaje a la legión de Marinos Británicos que fue trasladado al Cementerio Protestante, sito en la Calle Cardenal Herrera Oria, e inaugurado en el año 1864. También fueron trasladados los restos de los militares británicos fallecidos, enterrados en un primer momento en San Fernando y luego llevados al Cementerio Británico.
Estuvo enterrado en este camposanto José Arce Bodega, fundador de la Escuela Normal de Maestros de Santander. Tres años más tarde, sus restos fueron trasladados al Cementerio de Ciriego.